# Ibykos
Ibykos (Ἴβυκος) (født ca. 575 f.Kr.) var en græsk digter fra Rhegion i Calabrien og en af de ni kanoniske lyrikere. Han var en omrejsende digter og opholdt sig ved den samiske tyran Polykrates' hof.

## Digtning
I oldtiden kendte man 7 bøger (bogruller) af hans digtning, men de er kun bevaret i fragmenter (fortrinsvis i egyptiske papyri og i citater hos senere forfattere). En del af digtene behandler heroisk-mytiske emner (som Stesichoros), men de fleste af digtene er erotiske og lovpriser unge pigers og drenges kærlighed. Det var især som pæderastisk digter, at han var kendt i oldtiden.
I et af sine digte beskriver Ibykos udtryksfuldt, hvordan han (eller digter-jeget) er offer for kærlighedens vanvid, et tilbagevendende motiv i den antikke digtning:
| Citat | Når det er forår i nymfernes hellige have, står kvæderne blomstrende, vandet af bækkes strøm, vinrankens knopper, som frodigt vokser under de skyggende blades dække, bryder i blomst. Mig under min elskov ingensinde en stund i hvile, men som en thrakisk uvejrsstorm med flammende lynild kommer den fra Aphrodite og styrter sig over mig dyster og voldsom og hærger vældig min sjæl i dens grund med vanviddets ætsende brand. | Citat |
|       | |       |

## Død
Ibykos var på vej til Korinth for at deltage i de Isthmiske Lege, men blev overfaldet af nogle røvere uden for byen. Før han døde af sine sår, så han en flok traner, og han bad dem om at hævne hans død. Morderne tog til Korinth, og da de sad i teatret, kom tranerne forbi, og én af røverne udbrød: "Se, Ibykos' hævnere!" Herved kom han til at afsløre sig selv. Udtrykket "Ibykos' kraner" blev bevinget på græsk, og historien kom siden til at danne grundlag for Friedrich Schillers ballade Die Kraniche des Ibykos (fra 1797.

## Fodnoter
1. ↑  Cicero, Tusculanae Disputationes 4.33.
2. ↑  F.eks. Anthologia Palatina 9.184
3. ↑  Holger Friis Johansen, Fri mands tale 1984, 110-111.
4. ↑  Plutarch, Om snaksagelighed 509f.

## Links
Udvalgte digte med tysk oversættelse